# Beiersdorfer Wasser
Das Beiersdorfer Wasser, am Unterlauf Alter Graben, ist ein rechtsseitiger Zufluss der oberen Spree im Ortsteil Taubenheim/Spree der Gemeinde Sohland an der Spree im sächsischen Landkreis Bautzen mit einer Länge von 6,5 Kilometern.

## Beschreibung
Der Bach entspringt nordwestlich des Lochberges (435 m) im Lausitzer Bergland; seine Quelle befindet sich westlich von Neulauba im Oberdorf von Beiersdorf. Er fließt zwischen der Bieleboh-Bergkette und den Steinklunsen durch ein breites Tal in südwestliche Richtung.
Beiderseits der Bachaue mit dem Löschwasserteich und dem Bräuteich reihen sich entlang des Oberlaufes die Häuser von Beiersdorf. Am westlichen Fuß der Steinklunsen fließt das Beiersdorfer Wasser am Rande des Großen Waldes durch den Amselgrund nach Oppach, wo seine Ufer beiderseits stark verbaut sind. In Oppach speist der Bach den Schulteich. Ab dem Busbahnhof Oppach fließt der Bach auf seinen letzten knapp zwei Kilometern durch den „Alten Graben“ zur Spree.

### Alter Graben
Der, bereits 1804 auf dem Sächsischen Meilenblatt so bezeichnete, kanalisierte und eingedämmte Unterlauf führt rechtsseitig neben dem Talgrund am Schloss Oppach vorbei nach Taubenheim. Dort mündet der Alte Graben unterhalb der Brücke an der Oberdorfstraße in die Spree. Unterhalb der Mündung des Alten Grabens überbrückte früher die Schmalspurbahn Taubenheim–Dürrhennersdorf die Spree.

### Mühlgraben
In dem östlich vom Schafberg (307 m), Mittelberg (310 m) und Krahberg (338 m) begrenzten Grund, durch den das Beiersdorfer Wasser ursprünglich floss, liegen zwei größere Teiche: der Gondelteich, früher Dammmühlteich, und der Grenzmühlteich; am Hang über dem Grund befinden sich die zu Oppach gehörigen Häusergruppen Katermautze und Spreedorf. Zu der sind in dem Grund erstreckenden Kaskade von Teichen gehörten früher sich der unter halb des Schulteiches gelegenen Schloßteich und der im Mündungsgebiet zur Spree befindliche Spreeteich; beide lagen bereits 1804 trocken, die Teichstatt des Schloßteiches war mit einem Wirtschaftsgebäude des Oppacher Schlosses bebaut.
Der Mühlgraben fließt 100 m oberhalb des Alten Grabens auf den Fluren der Gemeinde Oppach an der deutsch-tschechischen Grenze gegenüber der Wüstung Fugau (Fukov) in die Spree ▼, in die gegenüber, von tschechischer Seite das Fugauer Flössel einmündet.

## Zuflüsse
Die meisten der Zuflüsse des Beiersdorfer Wassers kommen von der Bieleboh-Bergkette. Der bedeutendste Zufluss ist jedoch das von der gegenüberliegenden Seite einmündende Flössel.
- Der Zeilegraben fließt in Beiersdorf aus dem Ortsteil Zeile zu
- Der aus dem Ortsteil Zwenke kommende Zwenkegraben mündet ebenfalls in Beiersdorf
- Der Badgraben kommt vom Beiersdorfer Bad und nimmt noch das Schmiedetaler Wasser auf
- Der Gebirgsbach entspringt in der Scharte zwischen Bieleboh und Kuhberg (455 m), er fließt in Beiersdorf von Gebirge kommend zu.
- Das Flössel, auch Flösschen, entwässert den Großen Wald und mündet in Oppach
- Das Oberoppacher Wasser kommt vom Bieleboh und fließt durch Eichen nach Oppach
- Das Lindenberger Wasser entspringt unterhalb von Picka und fließt über Lindenberg nach Oppach. An seinem Unterlauf folgt der Wassergrundgraben seinem Lauf.
- Der Wassergrundgraben entspringt südlich der Kälbersteine und fließt durch Wassergrund. Mit dem Lindenberger Wasser bildet er ab Lindenberg ein gemeinsames Tal.

## Jahrhunderthochwasser vom 7. August 2010
Die ersten Augusttage 2010 waren im Lausitzer Bergland niederschlagsreich, so dass die Speicherkapazität der Böden fast ausgeschöpft war. In den Mittagsstunden des 7. August erreichte ein Starkniederschlagsgebiet Czorneboh- und Bielebohgebiet. Innerhalb von sechs Stunden wurden Niederschläge von 120 mm gemessen. Das Beiersdorfer Wasser, das den südlichen Abfall der Bieleboh-Bergkette entwässert, konnte diese riesigen Mengen nicht abführen. Sowohl in Beiersdorf als auch in Oppach hinterließen die Fluten Jahrhunderthochwassers schwere Schäden.

## Schmalspurbahn Taubenheim–Dürrhennersdorf

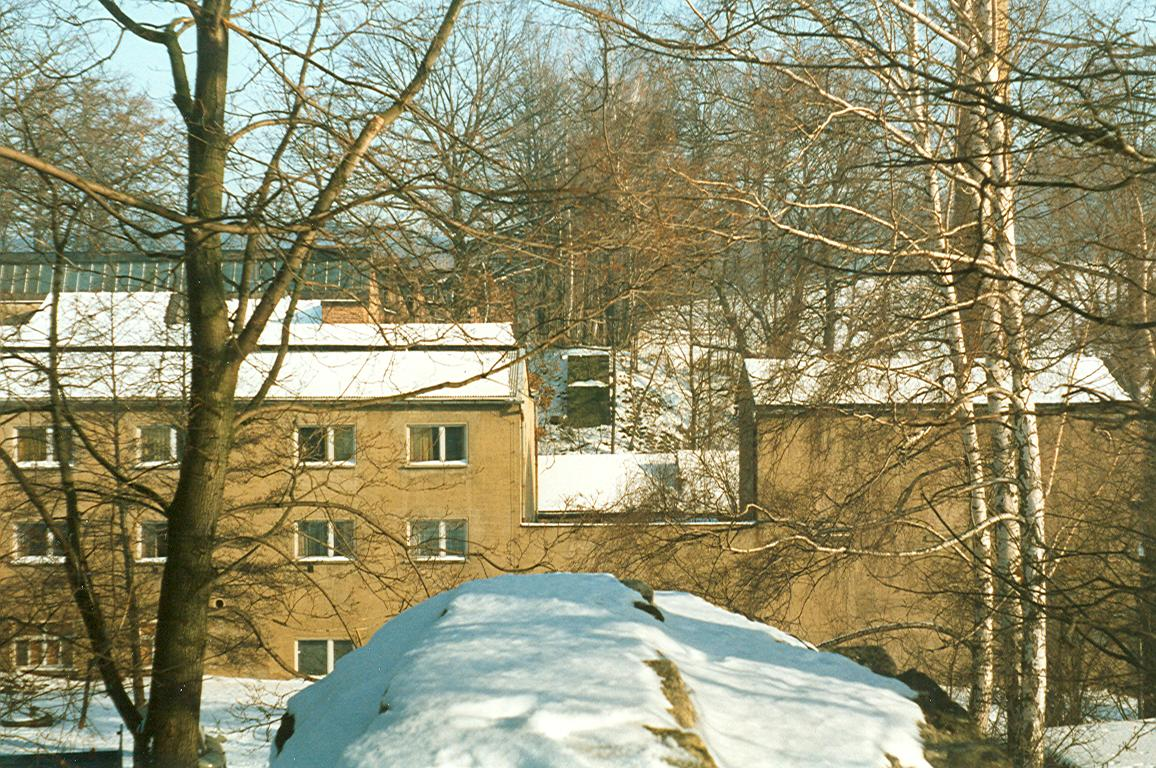
Ehemaliges Oppacher Viadukt

Seit 1892 verkehrte die Schmalspurbahn Taubenheim–Dürrhennersdorf durch das Tal des Beiersdorfer Wassers. Sie verlief von der Spree bis zur Häusergruppe Alter Graben in Höhe des Gondelteiches rechtsseitig des Alten Grabens auf dessen Damm und anschließend am Hang westlich der Oppacher Ortsbebauung entlang. Oberhalb der Mündung des Flössels überquerte die Eisenbahn auf dem Oppacher Viadukt das Tal des Beiersdorfer Wassers und führte über dem Amselgrund am Hang der Steinklunsen nach Beiersdorf, wo sie das Tal verließ und über Schmiedenthal nach Schönbach weiterfuhr. Die Schmalspurbahn wurde 1945 stillgelegt und demontiert.